# Michał Fereszko
Michał Fereszko, też Michał Ferszko, Mojżesz Ferszko, ps. Michał Żukowski (ur. 6 marca lub 3 czerwca 1911 w Łucku, zm. 1942 w obozie zagłady w Treblince) – polski pianista, kompozytor i aranżer żydowskiego pochodzenia.

## Życiorys
Studiował w Wyższej Szkole Muzycznej w Warszawie w klasie fortepianu Aleksandra Michałowskiego. Był instrumentalistą w orkiestrach tanecznych Henryka Golda i Henryka Warsa. Występował jako klasyczny pianista, ceniony za interpretacje dzieł Chopina. Grywał w kinach i w lokalach rozrywkowych Warszawy, Radomia, Łodzi i in. Do wybuchu II wojny światowej był zatrudniony w wydawnictwie nutowym „Nowa Scena”, gdzie pod pseudonimem Michał Żukowski aranżował muzykę rozrywkową i filmową.
Komponował muzykę taneczną i filmową. Podczas wojny przebywał w warszawskim getcie, gdzie występował m.in. z orkiestrą Artura Golda i w Cygańskiej Tawernie. Zginął w obozie zagłady w Treblince.
Był bratem Chaima Fereszki i Stanisława Fereszki, także kompozytorów. 